# Marieta Quesada Legido
Maria Teresa Quesada Legido (Vigo, España, 1962) es una pintora, dibujante, ceramista y artesana.
Hija del dibujante Fernando Quesada Porto y de la pintora Ana Legido es además hermana, sobrina y prima de pintores ya que pertenece a una familia con más de once miembros dedicados al mundo del arte.
Estudió en la Real Academia de Bellas Artes de Santa Isabel de Hungría de Sevilla, donde recibió el Premio Extraordinario. Se dio a conocer en Santiago en 1980 y en Lugo será su primera exposición individual. El primer galardón lo tendrá en 1985 con la medalla de plata en el concurso de Jóvenes Artistas de Vigo. Las galerías se interesan y empiezan a trabajar con ella, salta a París y se introduce en el mundo parisino, exponiendo en galerías. Además, es reconocida en publicaciones de prestigio, la Unesco adquiere una de sus obras, es seleccionada para el salón de otoño parisino, expone en distintas ciudades de Europa y tiene obra repartida por todo el mundo. Crea la empresa M.Conarte: una línea de bolsos y tejidos hechos con los diseños de sus cuadros.
Su estilo es expresionista, figurativo, con gran libertad creativa e imaginación, uso llamativo del color, simbolista, de gran delicadeza en su obra.

## Obras del autor
Obras del autor pertenecientes a la Colección Caixanova